# Dinocephaloides variemaculatus
Dinocephaloides variemaculatus là một loài bọ cánh cứng trong họ Cerambycidae.